# Ein Fall für Stein
Ein Fall für Stein ist eine Krimiserie, die 1976 unter der Regie von Herbert Ballmann im ZDF lief. Die Hauptrolle des 33-jährigen Thomas Stein spielte Volkert Kraeft und die seiner Freundin Paula Uta Taeger.

## Inhalt
Der 33-jährige Thomas Stein, der in Frankfurt am Main lebt, bricht sein Jurastudium ab und verdient als Gerichtsreporter sein Geld. Bei seinen Reportagen wird er in gefährliche Kriminalfälle verwickelt und gerät öfter in Gefahr. Seine Freundin Paula hilft ihm, indem sie ihn chauffiert und bei seinen Recherchen voll hinter ihm steht.